# 西莫内·丰泰基奥
西莫内·丰泰基奥（義大利語：Simone Fontecchio，1995年12月9日—），意大利男子篮球运动员，场上位置是小前锋。目前效力NBA邁阿密熱火。他曾代表意大利国家队参加2020年夏季奥林匹克运动会男子篮球比赛。